# الميديخار
بلدية الميديخار (بالإسبانية: Almedíjar)‏، هي إحدى بلديات مقاطعة كاستيلون التي تقع في منطقة بلنسية، في شرق إسبانيا.
يبلغ عدد سكانها 272 نسمة وفقاً لإحصائية سنة (2006).